# Peter Kaufmann (Skirennfahrer)
Peter Kaufmann (* 8. April 1917 in Grindelwald; † 9. Juli 2005 ebenda) war ein Schweizer Skirennfahrer, Touristiker und Politiker. 1944 wurde er Schweizer Abfahrtsmeister.

## Biografie
Kaufmann wuchs mit drei Geschwistern im Grindelwalder Ortsteil hinter Itramen auf. Er wurde Bergführer und Skilehrer und nahm in den 1940er-Jahren, wie sein Bruder Fritz, erfolgreich an Skirennen teil. Er startete bei den Schweizer Meisterschaften 1943 erstmals in der Elite-Klasse, wurde Sechster in der Abfahrt, Siebter im Slalom und Vierter in der Kombination. Seinen grössten Erfolg feierte Kaufmann 1944, als er beim 38. Schweizerischen Skirennen in Gstaad Schweizer Abfahrtsmeister wurde. In Slalom und Kombination belegte er jeweils den dritten Platz. Im nächsten Jahr wurde er bei den Schweizer Meisterschaften noch Sechster in der Abfahrt sowie im Slalom und Fünfter in der Kombination. Gemeinsam mit seinem Bruder leitete er Rennkurse in der Skischule Grindelwald und für den Skiclub Grindelwald.
1948 heiratete Peter Kaufmann Cécile Schmid aus Oberfrick. Das Paar hatte acht Kinder und war von 1955 bis 1963 Pächter des Berghauses Männlichen. 1970 übernahmen die Pacht ihre Tochter Rita und deren Gatte, weiterhin unter Mithilfe der Eltern. Kaufmann war auch im Tourismus und in der Politik engagiert. Er war 29 Jahre lang Präsident des Verwaltungsrat des Lägerlifts, eines Skiliftes im Skigebiet Kleine Scheidegg-Männlichen, dessen Bau er mitinitiiert hatte, 25 Jahre Präsident des Elektrizitätsversorgers Elektra Itramen-Männlichen und acht Jahre Mitglied des Gemeinderates. Er gehörte ebenso dem Initiativkomitee für den Bau der Gondelbahn Grindelwald–Männlichen an und war zwölf Jahre im Verwaltungsrat der Bahn.